# Contea di Moore (Carolina del Nord)
La contea di Moore (in inglese Moore County) è una contea dello Stato della Carolina del Nord, negli Stati Uniti. La popolazione al censimento del 2000 era di 74 769 abitanti. Il capoluogo di contea è Carthage.

## Geografia fisica
Secondo l'United States Census Bureau, la contea ha un'area totale di 1828 km², dei quali, 1807 km² di terra e 21 km² di acqua.

## Storia
La contea fu formata nel 1784 dalla Contea di Cumberland. Fu chiamata così in onore di Alfred Moore, un ufficiale che combatté durante la Guerra d'indipendenza americana e fu membro della Corte suprema degli Stati Uniti d'America.
Nel 1907 parte della Contea di Moore e della Contea di Chatham furono unite per creare la Contea di Lee.
Essendo un'area abbastanza isolata, molte celebrità, diventando famose, andarono via da questa contea. Alcune celebrità frequentano raramente quest'area o hanno delle ville private, alcune di queste sono: Michael Jordan, Tiger Woods, Jack Nicklaus e Sean Connery. Alcuni residenti passati di quest'area sono: Annie Oakley, Adlai Stevenson III, Harvey Firestone e John Davison Rockefeller.

## Leggi e governo
La Contea di Moore è un membro del Triangle J Council of Governments.

## Comuni

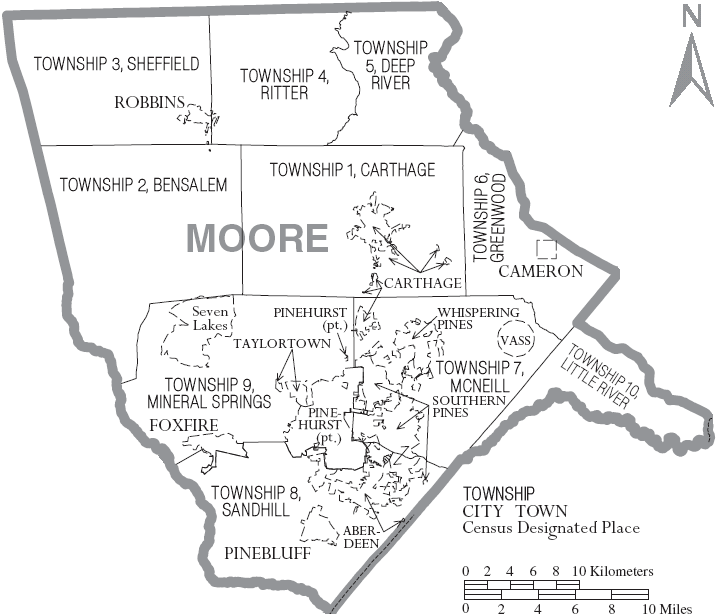
Mappa della Contea di Moore (Carolina del Nord)

- Aberdeen
- Cameron
- Carthage
- Foxfire
- Pinebluff
- Pinehurst
- Robbins
- Seven Lakes
- Southern Pines
- Taylortown
- Vass
- West End
- Whispering Pines